# Episodi di Sulle tracce del crimine (settima stagione)
| nº | Titolo originale                   | Titolo italiano         | Prima TV Francia | Prima TV Italia |
| -- | ---------------------------------- | ----------------------- | ---------------- | --------------- |
| 1  | In Memoriam                        | In Memoriam             | 28 febbraio 2013 | 17 aprile 2015  |
| 2  | Attraction fatale                  | Attrazione fatale       | 28 febbraio 2013 | 15 aprile 2015  |
| 3  | Noces de sang                      | Nozze di sangue         | 7 marzo 2013     | 24 aprile 2015  |
| 4  | La mort en héritage                | Eredità mortale         | 7 marzo 2013     | 16 aprile 2015  |
| 5  | Le procès                          | Il processo             | 14 marzo 2013    | 17 aprile 2015  |
| 6  | Compte à rebours                   | Conto alla rovescia     | 14 marzo 2013    | 20 aprile 2015  |
| 7  | Serment d'Hippocrate               | Fuori controllo         | 21 marzo 2013    | 20 aprile 2015  |
| 8  | Coup de théâtre                    | Colpo di scena          | 21 marzo 2013    | 21 aprile 2015  |
| 9  | Tarif de nuit                      | Tariffa notturna        | 28 marzo 2013    | 21 aprile 2015  |
| 10 | Amnésie                            | Amnesia                 | 28 marzo 2013    | 23 aprile 2015  |
| 11 | Belle à mourir                     | Bella da morire         | 4 aprile 2013    | 23 aprile 2015  |
| 12 | Far Ouest                          | Far West                | 4 aprile 2013    | 22 aprile 2015  |
| 13 | Partie de campagne                 | Amici, complici, amanti | 11 aprile 2013   | 22 aprile 2015  |
| 14 | Écart de conduite, première partie | Patenti... pericolose   | 11 aprile 2013   | 24 aprile 2015  |
| 15 | Mauvais présage, deuxième partie   | Presagi on line         | 18 aprile 2013   | 27 aprile 2015  |
| 16 | Trahison, troisième partie         | La resa dei conti       | 18 aprile 2013   | 27 aprile 2015  |